# Poema experimental (1947)
Poema experimental (1947) és un collage de Joan Brossa que forma part del fons del Museu Abelló. El quadre fa 35 x 24,5 cm i està format per fragments de paraules desordenades i agulles que travessen un paper blanc, tal com precisa el catàleg Brossa editat pel Museo Nacional Centro de Arte Reina Sofía.

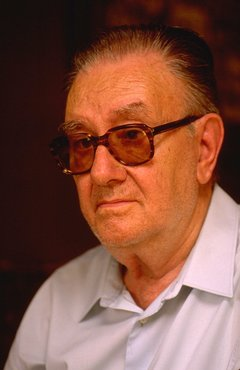
Joan Brossa i Cuervo (1919 – 1998)

Aquesta combinació d'objectes i fragments de paraules permet a l'autor d'endinsar-se en el món de la poesia visual, més propera al dadaisme, tot i que Brossa també escriu poesia tradicional. En paraules de Jordi Vilajoana ―exconseller de Cultura de la Generalitat de Catalunya―: « [···] fa poesia amb versos ―des de la forma més cenyida, el sonet, fins a la prosaica―, però també a través del teatre, dels guions de cinema, de la poesia visual i de la poesia objectual».
Amb referència a la gamma cromàtica, el color negre dels fragments de paraules i el de les agulles contrasta amb el color blanc trencat del paper. L'ús d'una gamma cromàtica reduïda, és a dir, l'ús de tonalitats poc vistoses, permet que l'espectador se centri més en el trencament de la racionalitat que no pas en la gradació cromàtica.

## Temàtica
Durant els anys cinquanta, autors com Tàpies i Joan Brossa, entre d'altres, van tenir una visió materialista del món ―sia a través de l'art, de la història, de la poesia o de la societat―. I és això, exactament, el que ens mostra el l'autor en aquesta obra.
És important recordar també la gran activitat creativa que portà Joan Brossa a centrar-se en els codis de la comunicació, tal com observem en el Poema experimental de l'any 1947. La intencionada combinació d'agulles i de fragments de paraules permet a l'autor crear un joc que, a partir de la descontextualització, difumina la distància entre objecte i paraula, entre agulles i guo, ju, ac, it, entre altres fragments. Tal com afirma J. Minguet, tant les agulles com els fragments de paraules són signes que faciliten la comprensió d'un món immens, és així com aprofita l'avinentesa per citar uns versos de Brossa: «el món és massa gran perquè el vegem / d'altra manera que per signes». Certament, les agulles ―i els altres objectes presents en l'obra poètica de l'autor― apareixen descontextualitzades i permeten a l'espectador, ―o al lector, més aviat―, d'atribuir lliurement un significat a l'objecte. Així, a partir d'un art inconformista, aconsegueix crear «un món màgic sense fer al·lusió a l'anecdòtic d'aquest món màgic», tal com afirma Victòria Combalia al Catàleg Brossa editat pel Museo Nacional Centro de Arte Reina Sofía.

## Referents històrics
L'obra s'emmarca a mitjà segle xx, època marcada per la dictadura franquista ―iniciada el 1939― i per la Segona Guerra Mundial ―conflicte que va finalitzar el 1945 i que va comportar grans canvis―. L'any 1947 el règim encara estava plenament aïllat de la resta del món. No seria fins més endavant, durant la dècada dels anys cinquanta, que es produiria una suavització de la dictadura. Un bon exemple d'això és el nom amb què es va conèixer l'arribada dels anys seixanta: «el desarrollo económico», que significava una major permissivitat del règim i una bonança econòmica. 
Respecte a la trajectòria de l'autor, el 1948 ―un any després de l'elaboració del poema que ens disposem a comentar― Joan Brossa va formar el grup Dau al Set, juntament amb Arnau Puig, Antoni Tàpies i Joan Ponç. És important recordar que en la primera exposició col·lectiva d'aquest grup el poeta va tenir l'oportunitat de donar a conèixer el Poema experimental. 

## Exposicions
Poema experimental ha estat exposat als següents llocs:
- La Mirada de l'Artista, Museu Abelló. Mollet del Vallès, 01/03/1999 - 21/01/2007
- L'art modern a la col·lecció Abelló s. XIX-XX, Museu Abelló. Mollet del Vallès, 21/01/2007
- Joan Brossa o les paraules són les coses, Fundació Miró, Barcelona, 01/10/1986 - 01/11/1986
- Joan Brossa, Museu Nacional Centro de Arte Reina Sofia, 07/02/1992 - 23/05/1992
- Póesure et Peintrie, Centre de la Vieille Charité, Marseille, 12/02/1992 - 23/05/1992
- J. V. Foix, investigador en poesia i amic de les arts, Fundació La Caixa, Barcelona, 01/02/1994- 01/03/1994
- Dau al Set, en el fons del Museu Abelló, Museu Abelló. Mollet del Vallès, 03/05/2007 - 08/07/2009
- Joan Brossa o la revolta poètica, Fundació Miró Barcelona, 22/02/2001 - 06/05/2001
- Dau al Set, MACBA, 19/10/1999 - 10/01/2000
- Art i Utopia. L'atracció restringida, MACBA. Barcelona, 06/06/2004- 12/09/2004